# 24 cm Kanone 3
Le 24 cm Kanone 3 (24 cm K 3) est un canon lourd de siège allemand, de calibre 238 mm,utilisé durant la Seconde Guerre mondiale. 4 de ces canons furent utilisés par le 1er bataillon d'artillerie du 84e régiment de la Wehrmacht durant l'invasion de la Pologne . Lors de la bataille de France, ce bataillon était encore doté de ces canons. Ce n'est qu'au moment de l'opération Barbarossa, que l'effectif monta à 3 batteries de 2 canons jusqu'en 1945.

## Conception & développement
La conception du canon K 3 n'était en rien innovante pour l'époque mis à part sa méthode de transport. La firme chargée de son développement, Rheinmetall, décida de mettre l'accent sur la facilité d'assemblage et de manutention. Un canon d'un tel calibre nécessitait généralement l'emploi d'une grue pour le montage de la pièce en batterie. Le K 3 a été conçu pour être totalement autonome : des treuils électriques montés sur le chariot de transport permettaient d'assembler toutes les parties en utilisant un système de rampes inclinées et rails de guidage. Un générateur embarqué assurait l'alimentation électrique nécessaire. 
Le double système d'amorti du recul du canon était repris sur celui du canon Möser 18 de 21 cm élaboré par Rheinmetall. Lors de la mise à feu le tube du canon recule normalement dans son berceau mais cela entraine également le recul de la partie supérieure de l'affût (où sont fixés le tube et le berceau) sur sa base. Ce système permet alors à l'arme d'être incroyablement stable malgré son calibre. 
Le K 3 est un canon gigantesque qui devait être transporté en 6 parties séparées : l'affût, le chariot, le berceau, le tube, la culasse et le générateur électrique. 
La Wehrmacht ne fut cependant pas satisfaite des performances de ce canon : il était considéré comme une perte de temps et de moyens humains, sa manutention était lourde et ses performances n'étaient pas proportionnelles à la taille de l'arme. 
Des essais furent par la suite menés par Krupp et Rheinmetall pour accroitre la portée du canon. Plusieurs techniques furent employées comme des obus pré-rayés, des projectiles à sabot ou une version avec un canon non rayé. Le manque de résultats de ces essais firent qu'ils ne dépassèrent jamais le stade expérimental.